# 莫塔島
莫塔島是太平洋島國瓦努阿圖的島嶼，屬於班克斯群島的一部分，由托爾巴省負責管轄，面積9.5平方公里，最高點海拔高度411米，居民信奉基督教，2009年人口683。

## 外部連結
- Documents in Mota （页面存档备份，存于） from Project Canterbury
- O As Oraora nan （页面存档备份，存于） 1904 collection of songs in Mota.